# Cristina D'Avena e i tuoi amici in TV 3
Cristina D'Avena e i tuoi amici in TV 3 è una raccolta della cantante Cristina D'Avena pubblicata nel 1989.

## Descrizione
L'album contiene alcune sigle dei cartoni animati andati in onda sulle reti Mediaset nel periodo intorno alla pubblicazione; i brani Milly un giorno dopo l'altro, E' quasi magia Johnny, D'Artagnan e i moschettieri del re e Siamo fatti così erano stati precedentemente pubblicati solo su 45 giri; nove brani erano già editi su 33 giri (Georgie in Fivelandia 2, Il grande sogno di Maya in Fivelandia 3, Mila e Shiro due cuori nella pallavolo, Memole dolce Memole, Magica Magica Emi e Alla scoperta di Babbo Natale in Fivelandia 4, Piccola bianca Sibert, Vola mio mini pony e Pollyanna in Fivelandia 5); il brano Quando un giorno tu crescerai proviene dall'album Maple Town: un nido di simpatia ispirato all'omonima serie animata e pubblicato nel corso del 1987.
Il disco fu pubblicato in musicassetta, vinile e CD. La versione CD di questo album è uno dei pezzi più rari della cantante poiché venne stampata in un numero di copie molto limitate rispetto ai formati LP ed MC, all'epoca maggiormente diffusi. Nel settembre del 2007, sul portale eBay si è chiusa alla cifra  di 1 210 euro l'asta online di una copia del CD; la vendita è stata definita dalla divisione italiana del sito come «il primato mai raggiunto online da un CD in Italia». La vendita è stata poi superata nel novembre del 2011, quattro anni dopo, quando un'altra copia messa all'asta è stata venduta alla cifra di 3 010 euro.
Il record è stato raggiunto nel 2022 con la vendita del CD a 5 300 euro dopo un'asta partita da 4 500 euro battendo così il primato di "Fivelandia 6" (altro disco della D'Avena) venduto a 5 050 euro nel 2012.
Alla registrazione dell'album ha partecipato il Coro dei Piccoli Cantori di Milano diretti da Niny Comolli e Laura Marcora.

## Tracce
1. Milly un giorno dopo l'altro – 3:47 (A. Valeri Manera, C. Carucci)
2. È quasi magia, Johnny! – 2:41 (A. Valeri Manera, C. Carucci)
3. Piccola bianca Sibert – 3:15 (A. Valeri Manera, C. Carucci)
4. Mila e Shiro due cuori nella pallavolo – 2:55 (A. Valeri Manera, C. Carucci)
5. Quando un giorno tu crescerai – 2:54 (A. Valeri Manera, C. Carucci)
6. Memole dolce Memole – 3:09 (A. Valeri Manera, G. B. Martelli)
7. Georgie – 2:26 (A. Valeri Manera, A. Baldan Bembo, V. Albera)
8. D'Artagnan e i moschettieri del re – 3:19 (A. Valeri Manera, C. Carucci)
9. Siamo fatti così - Esplorando il corpo umano – 2:49 (A. Valeri Manera, M. Pani)
10. Magica, magica Emi – 3:16 (A. Valeri Manera, G. B. Martelli)
11. Alla scoperta di Babbo Natale – 3:14 (A. Valeri Manera, C. Carucci)
12. Vola mio mini pony – 2:44 (A. Valeri Manera, C. Carucci)
13. Pollyanna – 2:41 (A. Valeri Manera, C. Carucci)
14. Il grande sogno di Maya – 3:35 (A. Valeri Manera, M. Detto)